# Ötszín-tétel
A gráfelméletben az ötszín-tétel kimondja, hogy bármilyen térkép kiszínezhető legfeljebb öt szín felhasználásával. Ez természetesen következik az erősebb négyszín-tételből, de sokkal könnyebben bizonyítható annál. Alfred Kempe 1879-es, a négyszín-sejtésre adott hibás bizonyításának felhasználásával Percy John Heawoodnak sikerült először bizonyítania.

## A bizonyítás menete
Először is, az adott térképhez rendeljünk hozzá egy {\displaystyle G} gráfot, úgy hogy annak minden csúcspontja a térkép egy régiójának feleljen meg, és két csúcspontot akkor és csak akkor kössünk össze, ha a megfelelő régióknak közös határvonaluk van. Így a problémát átalakítottuk egy gráfszínezési problémává: úgy kell a gráf csúcspontjait kiszínezni, hogy egyik éle se kössön össze azonos színű pontokat.
A bizonyítás felteszi egy {\displaystyle G} minimális ellenpélda-gráf létezését, tehát a legkisebb gráfét, amit nem lehet öt színnel kiszínezni. Ezután az Euler-karakterisztika felhasználásával megmutatja, hogy ebben a gráfban léteznie kell egy {\displaystyle V} csúcsnak, amiben legfeljebb öt él találkozik, majd kihasználja, hogy {\displaystyle G} síkba rajzolható gráf, tehát lerajzolható a síkban anélkül, hogy egymást metsző éleket rajzolnánk.
Most távolítsuk el {\displaystyle V} csúcspontot a {\displaystyle G} gráfból. Az így nyert {\displaystyle G^{'}} gráfnak kevesebb csúcspontja van, mint {\displaystyle G}-nek, tehát indukcióval feltehetjük, hogy ugyanúgy kiszínezhető öt színnel. Ezután tekintsük az öt csúcsot, amelyek {\displaystyle V}-vel szomszédosak voltak, legyenek ezek {\displaystyle V_{1}}, {\displaystyle V_{2}}, {\displaystyle V_{3}}, {\displaystyle V_{4}} és {\displaystyle V_{5}}. Ha nem használtuk fel mind az öt színt, akkor nyilvánvalóan ki tudjuk színezni a {\displaystyle V} csúcspontot úgy, hogy a gráfot 5 színnel tudjuk színezni.
Így tehát feltehetjük, hogy a {\displaystyle V_{1}}, {\displaystyle V_{2}}, {\displaystyle V_{3}}, {\displaystyle V_{4}} és {\displaystyle V_{5}} csúcspontok az 1, 2, 3, 4, 5 jelű színekkel vannak színezve.
Ezután tekintsük {\displaystyle G^{'}} azon {\displaystyle G_{13}} részgráfját, ami csak azokat a csúcspontokat tartalmazza, amelyek színe 1-es vagy 3-as, és a köztük lévő éleket. Ha a {\displaystyle V_{1}} és a {\displaystyle V_{3}} csúcspontok a {\displaystyle G_{13}} részgráf nem összefüggő részén vannak, fordítsuk meg {\displaystyle V_{1}} színezését úgy, hogy az 1-es számú színt a {\displaystyle V} csúcshoz rendeljük hozzá.
Ha viszont {\displaystyle V_{1}} és {\displaystyle V_{3}} csúcspontok a {\displaystyle G_{13}} összefüggő részén vannak, akkor találhatunk a {\displaystyle G_{13}} részgráfban őket összekötő utat, tehát élek és csúcspontok olyan sorozatát, ami csak az 1-es és a 3-as színekkel van színezve.
Ezután tekintsük a {\displaystyle G^{'}} azon {\displaystyle G_{24}} részgráfját, ami csak a 2-es vagy 4-es színű csúcspontokat és a köztük lévő éleket tartalmazza, és alkalmazzuk az 1 és 3 színeknél használt logikai lépéseket. Ezután vagy meg tudjuk fordítani a színezést a {\displaystyle G_{24}} részgráfon és a {\displaystyle V} csúcspontot mondjuk 2 színűre színezni, vagy a {\displaystyle V_{2}} és a {\displaystyle V_{4}} csúcsok között létezik út, ami csak 2-es vagy 4-es színű csúcspontokon megy át. Ez utóbbi lehetőség teljesen abszurd, hiszen ez az út keresztezné azt az utat, amit a {\displaystyle G_{13}} részgráfban konstruáltunk.
Tehát {\displaystyle G} valójában kiszínezhető öt színnel, így az eredeti feltételezésünk hamis volt.